# Jacques Stockman
Jacques "Jacky" Stockman (Ronse, 8 oktober 1938 – Waregem, 4 mei 2013) was een Belgisch voetballer.
Stockman begon bij de jeugd van FC Ronse maar werd al gauw ontdekt door de grote clubs. Uiteindelijk koos hij voor RSC Anderlecht, waar hij in 1957 zijn debuut in het A-elftal maakte. Stockman speelde dat seizoen 30 wedstrijden en was goed voor 13 doelpunten. Een seizoen later werd Anderlecht landskampioen. In 1962 werd Stockman topschutter in de Belgische competitie met 29 doelpunten.
Hij was duidelijk klaar voor een grote Europese ploeg maar bleef gewoon in zijn eigen land, zoals zoveel spelers uit die tijd. In 1966 werd hij op 28-jarige leeftijd door Anderlecht verkocht aan Club Luik ondanks interesse van AS Roma. De makkelijk scorende spits bleef ook in Luik goed spelen maar kon met de club geen enkele trofee winnen. Vanaf 1967 speelde hij enkele jaren bij KSV Waregem, en in 1972 keerde Stockman terug bij Anderlecht. Omdat daar op dat moment andere aanvallers rondliepen, zoals Paul Van Himst, kwam hij er nauwelijks aan spelen toe.In totaal speelde hij 411 wedstrijden in de hoogste afdeling en scoorde 184 doelpunten.
Stockman speelde 32 wedstrijden voor het Belgisch voetbalelftal, waarvan 27 terwijl hij voor Anderlecht speelde.
In 1973 stopte Stockman op 35-jarige leeftijd met voetballen op het hoogste niveau.